# Uppboån
Uppboån är ett vattendrag i Stora Skedvi församling i Säters kommun. Det är ca 1,5 km långt och tömmer sjön Hyen i Dalälven vid Uppbo. Ån rinner genom Uppbo tjärn och har ett lugnt lopp som är farbart med till exempel kanot till bron mellan Uppbo och Nedernora innan utloppet till Dalälven, där den leds genom en betongtunnel och därefter har ett forsartat lopp.

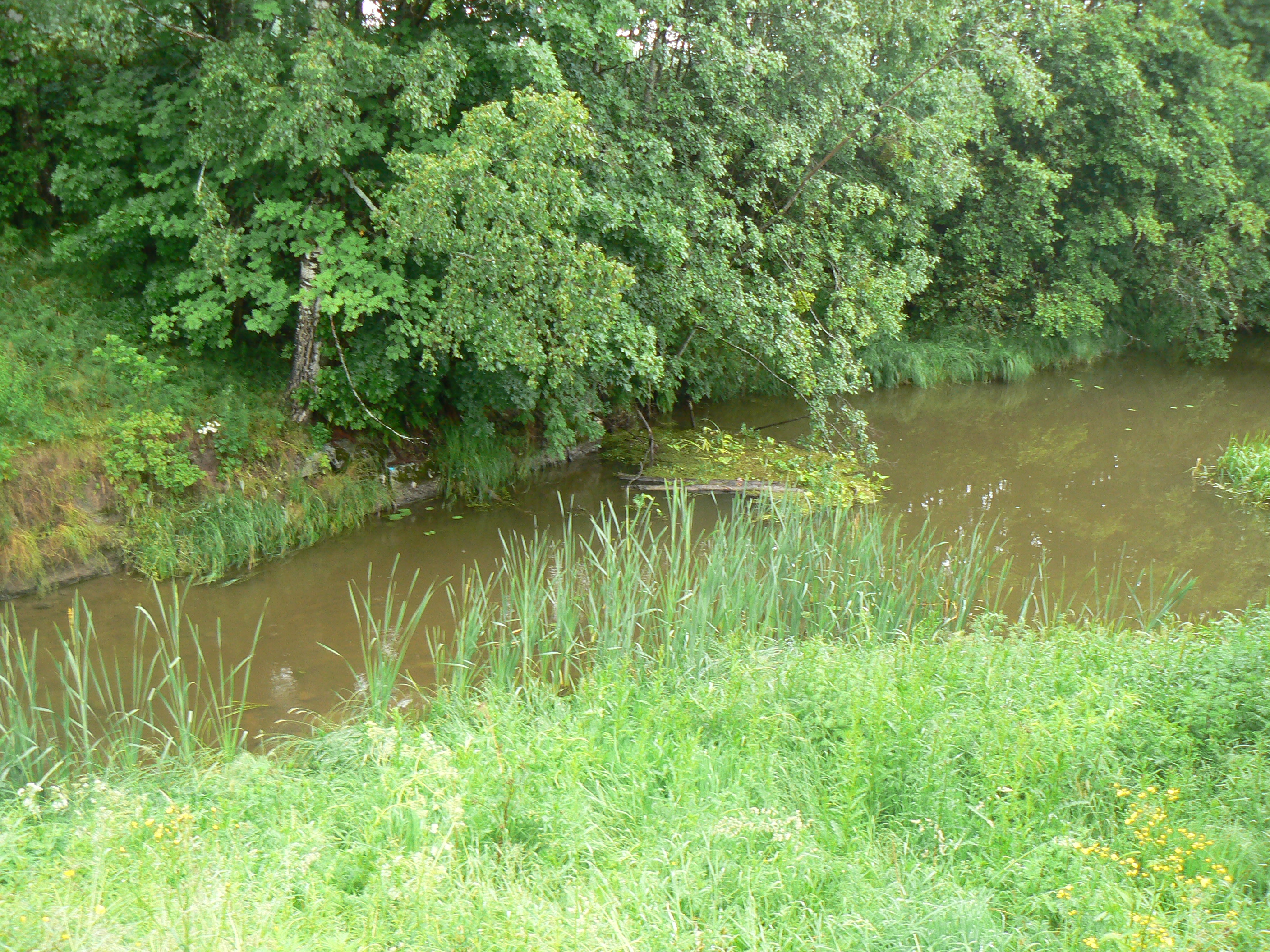
Uppboån vid bron mellan Uppbo och Nedernora.
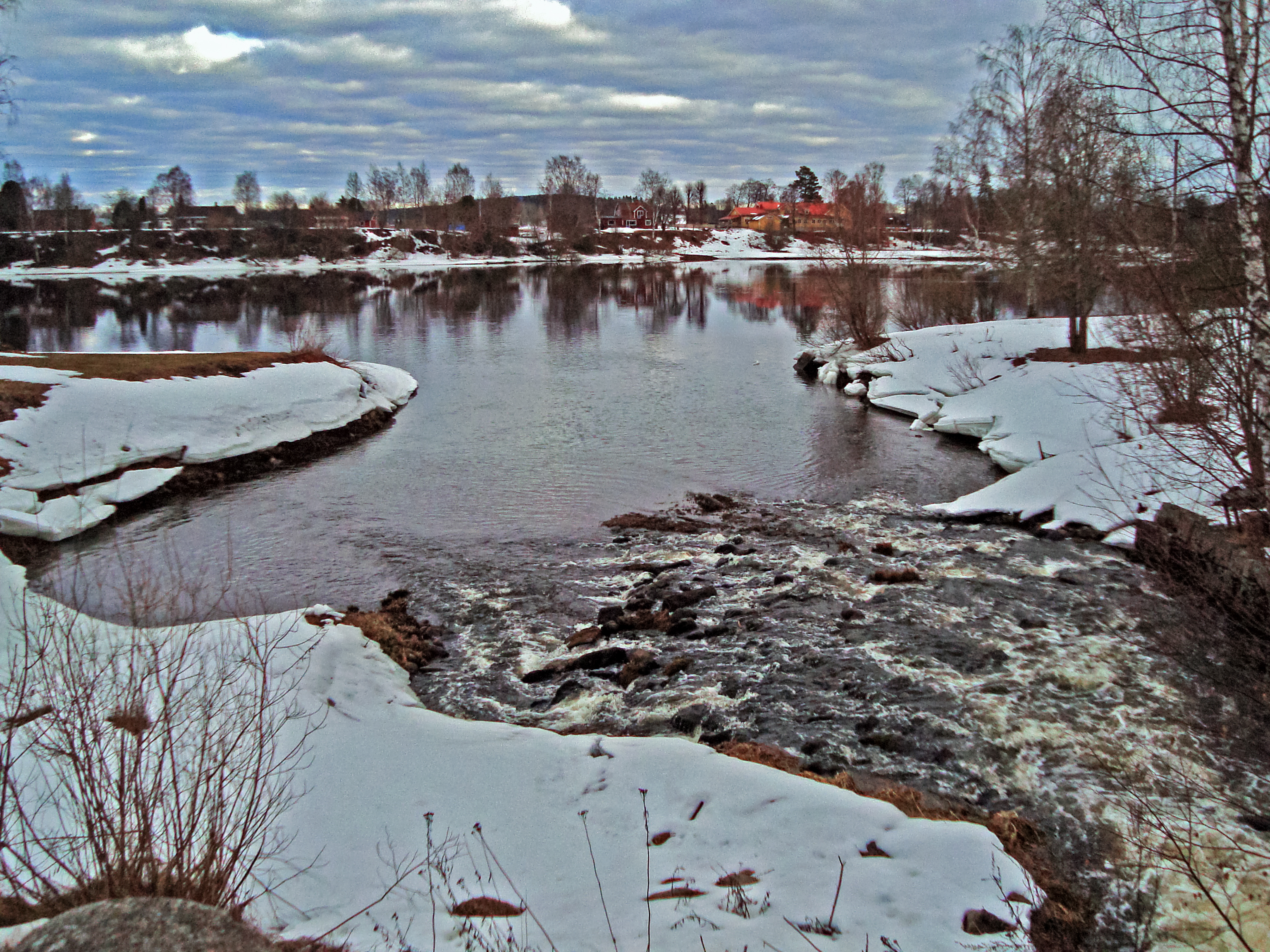
Uppboåns utlopp i Dalälven, vid samma bro.